# Peter Bornhöft
Peter Bornhöft (* 5. November 1936 in Rostock , gestorben 4. Februar 2024 in Bielefeld) ist ein deutscher Schriftsteller und Lyriker.

## Leben
Von 1958 bis 1964 studierte Bornhöft Germanistik und Geschichte in Münster und Tübingen. Zwischen 1968 und 2000 wirkte er als Lehrer am Max-Planck-Gymnasium in Bielefeld.
Erste literarische Veröffentlichungen gelangen im 1985 zunächst in mehreren Magazinen. 1990 folgt das erste Buch (Irgendwo ist auch woanders).
1993 erhielt er den Dritten Preis des Vereins Lyrischer Oktober in Bayreuth. Im gleichen Jahr wurde er Mitglied im Verband deutscher Schriftsteller (VS).
Bornhöft ist Autor des Künstlermagazins Labyrinth (seit 1996) sowie der Kunstedition Deböx (seit 2000); darüber hinaus wirkt er seit 2007 als Mitherausgeber des Literaturmagazins Tentakel.
Peter Bornhöft lebt und arbeitet in Bielefeld.

## Werke
Prosa
- Erregung und Erstarrung. Annäherung an die Welt der Gefühle – Ein Versuch. 2012
- Zeitwechsel. Erzählungen. Mauer: Rottenburg 2005.
- Die Mysterien des Körpers. Über Schlaf, Liebe, Versenkung und Tod. Ein Essay. Snayder: Paderborn 1997.
- Irgendwo ist auch woanders. Prosa. Views Verlag: Werther 1990.

Lyrik
- Briefe aus Adrasan. Gedichte. Blaetterhaus: Tharand 2010.
- Warum wir so leben. Gedichte. AT Edition: Münster 2003.
- Übers Wasser gehen. Liebesgedichte. Snayder: Paderborn 1995.

Kinder-/Jugendbuch
- Der verhängnisvolle Irrtum. Edition nove: Neckenmarkt 2008.
- Ariane spricht mit dem Mond. Kinderbuch. Mauer: Rottenburg 2004.

Aufnahme in Anthologien (Auswahl)
- in: Der Engel neben dir. Hrsg. von Hans Stempel und Martin Ripkens. dtv: München 2002.
- in: Poesiealbum neu. Hrsg. Ralph Grüneberger; Ausgaben 01/2008, 01/2009, 02/2011.